# St. Bartholomäus und St. Georg (Volkach)

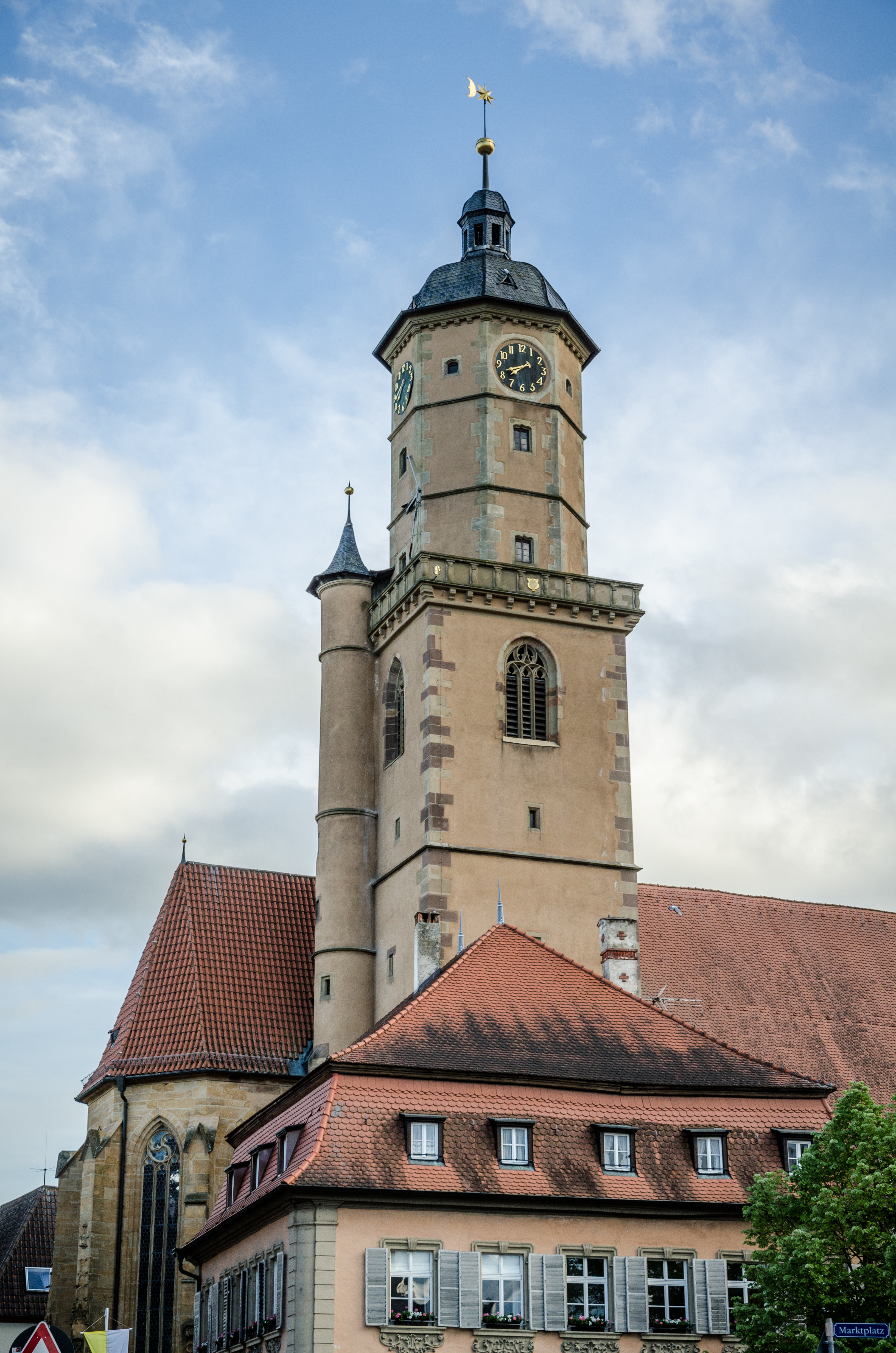
Die katholische Pfarrkirche Volkach

Die römisch-katholische Pfarrkirche St. Bartholomäus und St. Georg steht in der Altstadt von Volkach im bayerischen Landkreis Kitzingen. Sie ist eines der Wahrzeichen der unterfränkischen Kleinstadt und ist im Weinbaugebiet der Mainschleife weithin sichtbar.

## Geschichte
Die Geschichte der Kirche ist eng mit der der Stadt Volkach verbunden. Sie ist das größte Gebäude der Stadt. Die katholische Gemeinde prägt bis heute das Leben in der fränkischen Kleinstadt.

### Errichtung (–1544)

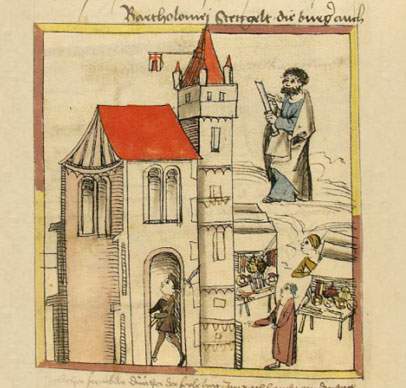
Der Bartholomäusmarkt mit der ältesten Abbildung der Kirche im Volkacher Salbuch

Das Gebiet um die Kirche ist einer der Siedlungskerne der Stadt. Bereits aus dem 12. Jahrhundert ist ein Kirchenbau belegt, der dem heiligen Georg geweiht war. Diese Kapelle war allerdings nicht die Pfarrkirche des Ortes. Diese befand sich auf dem nahegelegenen Kirchberg mit der Wallfahrtskirche Maria im Weingarten. Im Jahr 1335 wurde in der städtischen Kirche zum ersten Mal die Frühmesse gestiftet. Das 14. Jahrhundert brachte die Erhebung zur Pfarrkirche.
Am 22. Februar 1413, dem Tag der Stuhlfeier Petri, begann ein lange geplanter Neubau. Dies belegt eine Inschrift am vierten Chorstrebepfeiler. Neben Georg erhielt auch der Apostel Bartholomäus das Kirchenpatronat. Der Neubau begann mit dem Chor, der bis 1442 an das bestehende Langhaus angebaut wurde. Dessen Neuerrichtung begann im Westen und führte zur Begradigung der Hauptstraße und zur Vergrößerung des Kirchengebäudes.
1447 wurde der Bartholomäusaltar vom Kirchberg in den neuerrichteten Chor der Stadtpfarrkirche verbracht. Zuvor, am 25. November 1442, war bereits ein Heiligenaltar in der Kirche aufgestellt worden. Außerdem wurde 1447 eine kleine, dem Erzengel Michael geweihte Kapelle ans Langhaus angebaut. Im Jahr 1468 erfolgte eine Privilegierung der Kirche durch den Würzburger Fürstbischof Rudolf von Scherenberg.
Einige Jahre später, im Jahre 1472, begann die Erneuerung des Langhauses. Als Baumeister verpflichteten die Volkacher Räte Friedrich Reuß, der die Kirche als dreischiffige Hallenkirche plante. Nach Planänderungen entstand eine Saalkirche. Die Arbeiten am Kirchenschiff zogen sich bis ins Jahr 1517/1518 hin.
Für die Erneuerung des Turmes erhielt der Würzburger Dombaumeister Hans Bock 1513 den Auftrag. Geplant wurde der Kirchturm an der höchsten Stelle der Stadt, damit er gleichzeitig als Wachturm dienen konnte. Nach einer Bauunterbrechung erhielt er 1597 mit dem Achteckaufbau und einem Treppenturm sein charakteristisches Äußeres. Inzwischen war der Friedhof, ursprünglich um die Kirche angelegt, im Jahr 1544 in die obere Vorstadt verlegt worden.

### Erneuerungen (1544–heute)
Die äußere Form der Kirche veränderte sich nicht mehr. Im Inneren brachte Zimmermeister Merten 1573 eine hölzerne Empore an. Eine erste Renovierung der Pfarrkirche fand im Jahr 1607 statt. 1646 begann die Wallfahrt nach Burgwindheim, der ein Pestgelöbnis vorausgegangen war. Der Dreißigjährige Krieg verschonte die Pfarrkirche weitgehend. Anders als in vielen anderen Kirchen Frankens wurde in ihr nie protestantischer Gottesdienst abgehalten. Eine weitere Restaurierung im Jahr 1688 vermerkten die Gemeindevorsteher in einer Urkunde im Turmknopf.
Mit dem Jahr 1727 begann die barocke Umgestaltung der Pfarrkirche St. Bartholomäus und St. Georg. Im Jahr 1738 wurde der Kirchturm renoviert, 1753 im Kirchenschiff eine Flachdecke eingezogen. Eine geplante Erweiterung der Kirche wurde im Jahr 1843 abgelehnt. Im Jahr 1864 plante Pfarrer Georg Scheurich die neugotische Umgestaltung des barocken Innenraums, scheiterte jedoch am Widerstand der Gemeinde.
Die Kirche erlitt im letzten Kriegsjahr des Zweiten Weltkriegs kleinere Schäden, die 1949 ausgebessert wurden. Im Jahr 1951 erfolgte dann eine umfassende Renovierung des Kirchengebäudes. 1972 musste der Altarraum nach den Vorgaben des Zweiten Vatikanischen Konzils umgestaltet werden. Hierzu fertigte Adelmar Dölger einen neuen Ambo. Der Restaurierung im Jahr 1990 folgte 2006–2008 eine weitere, bei der gotische Wandmalereien an der Decke freigelegt wurden.
Heute ist St. Bartholomäus und St. Georg die Pfarrkirche der katholischen Pfarrei Volkach. Sie wurde unter der Nummer D-6-75-174-74 in die bayerische Liste der Baudenkmäler aufgenommen. Die untertägigen Reste der Vorgängerbebauung werden als Bodendenkmal geführt. Die Kirche ist einer der Mittelpunkte des Ensembles Altstadt Volkach.

## Architektur

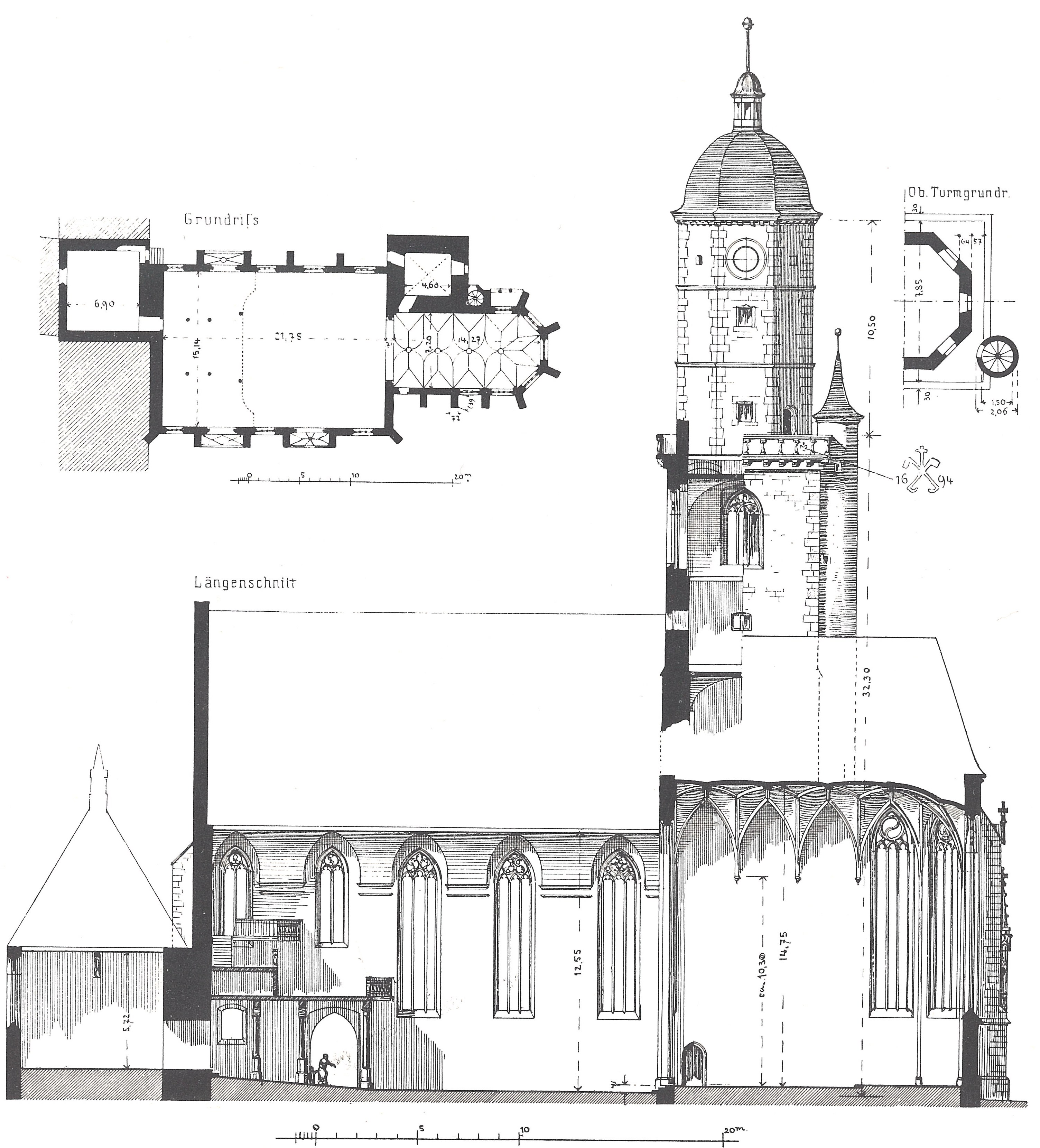
Grund- und Aufriss der Pfarrkirche

Die Saalkirche ist geostet und hat einen polygonalen Chor. Im Westen stößt die Nikolauskapelle direkt an das Gebäude. Insgesamt ist die Kirche auf drei Seiten von Häusern umgeben und öffnet sich im Osten zur Hauptstraße hin.

### Chor und Langhaus
An der Chorseite, der Schauseite der Kirche, fällt die reiche Gliederung ins Auge. Die Strebepfeiler besitzen Konsolen, die mit Laubwerk verziert sind. Hohe Baldachine weisen auf ursprünglich geplante Figuren hin, die nie ausgeführt wurden. Am vierten Chorstrebepfeiler befindet sich die Inschrift „ano dni mcccc•xiii inceptu e/ hoc ops hus chori indie kathe/ dra•s• petri ihnor•s• bartholo/ mei apli et•s• Georg militis“ (Im Jahr des Herrn 1413 ist dieser Bau dieses Chores am Tag Petri Stuhl zu Ehren des Heiligen Apostels Bartholomäus und des Heiligen Ritters Georg begonnen worden), die auf den Baubeginn der Kirche hinweist.
Auf beiden Seiten des Langhauses führen Portale in die Kirche. Rippenanfänge über der südlichen Vorhalle weisen auf eine geplante Kapelle über dem Portal hin. Die Türen haben Beschläge, die aus der zweiten Hälfte des 15. Jahrhunderts stammen. Das Langhaus wird durch vier mit Maßwerk verzierten Fensterachsen gegliedert. Im Inneren befindet sich Netzgewölbe.

### Turm
Das prägende Element der Kirche ist der 45 m hohe Turm mit sieben Geschossen nördlich des Chores. Sein quadratischer Unterbau entstand in der ersten Bauphase bis ins Jahr 1517. Ihm wurde bis ins Jahr 1597 ein achteckiger Aufbau mit vier Uhren angefügt, zu dem ein Umgang überleitet und der als Türmerwohnung genutzt wurde. An der Ostseite ist ein runder Treppenturm mit einer kleinen Kuppel angebaut. Der höchste Punkt der Stadt wurde lange Zeit auch als Aussichtsturm genutzt und war damit indirekt Teil der Volkacher Stadtbefestigung.
Eine gedrückte Kuppel mit einer Laterne bekrönt den Bau. Sie wird von einem fünf Meter hohen Spieß überragt, der die Wetterfahne und die Turmkugel mit einem Durchmesser von 40 cm verbindet. Die Wetterfahne besteht aus einem etwa 90 cm großen Halbmond und einem siebenzackigen Stern mit 1,15 m Durchmesser. Die Motive gehen wohl auf das Wappen des Bürgermeisters Georg Wagner zurück. Im ersten Turmgeschoss ist das Wappen der Voit von Salzburg und daneben die Jahreszahl 1517 angebracht, im zweiten das des Fürstbischofs Lorenz von Bibra. Dieses stammt eventuell aus der Werkstatt Tilman Riemenschneiders. Die vier Fenster im obersten, quadratischen Geschoss haben reiches Maßwerk.

## Ausstattung

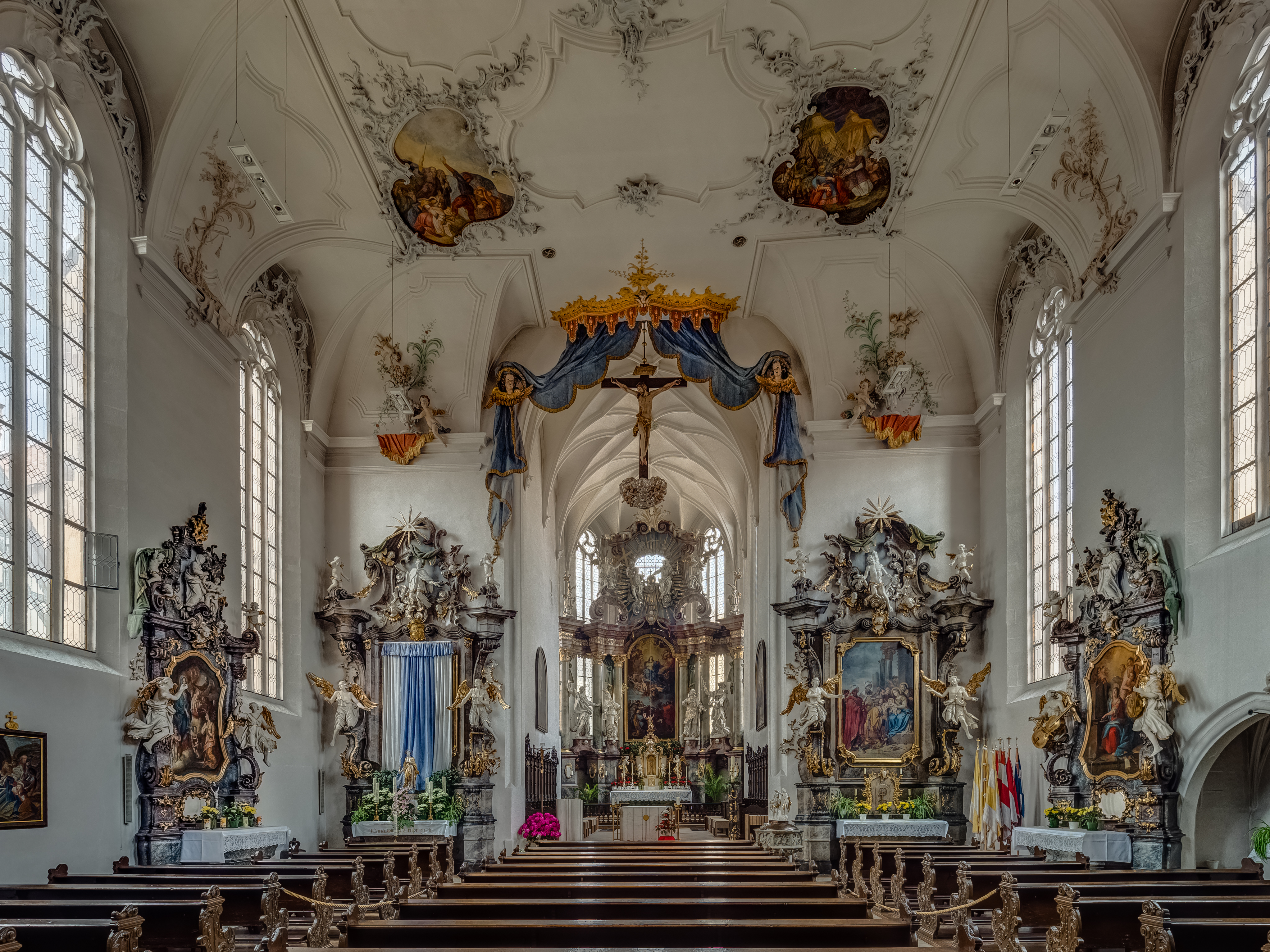
Der Innenraum der Bartholomäuskirche

Die Ausstattung der Kirche ist vor allem von der barocken Umgestaltung im 18. Jahrhundert geprägt. Mehrere große fränkische Künstler des Barock wirkten in der Pfarrkirche. Einige ältere Bestandteile zeugen vom hohen Alter des Kirchenbaus.

### Decke
Planungen für eine Erneuerung der Decke in der Pfarrkirche gehen auf das Jahr 1746 zurück. Am 20. Februar 1748 erteilte der Rat der Stadt Johann Michael Babelitsch aus Aub den Auftrag, die Decke neu zu stuckieren. Nach Streitigkeiten wegen der Finanzierung begannen 1753 die Arbeiten. Inzwischen war der Auftrag an Nikolaus Huber vergeben worden, der eine flache stuckierte Spiegeldecke einfügte.
Die Bildmedaillons sind von Rokokodekor eingerahmt. Auch die oberen Leibungen der Fenster und die Kappen der Hohlkehlen sind verziert. Ein auf der Ostseite von stuckierten Vasen besetztes Gesims umläuft die Decke. Putten mit Blumengehängen sind farbig gefasst. Ein geraffter blauer Vorhang am Chorbogen aus Stuck trägt in seinem Scheitel ein barockes Kruzifix.
Das Deckengemälde mit der Verehrung des Altarsakraments wurde 1753 auf die bereits stuckierte Decke aufgetragen. Maler war Johann Michael Wolcker aus Würzburg. Dies belegt die Inschrift „JOANN MICHAEL WOLCKER PINXIT 1753“ im großen Deckengemälde. Allegorien huldigen der Dreieinigkeit Gottes und der Teufel stürzt vor dem Allerheiligsten in die Hölle.
Auch die Darstellungen von Kirche, Reich und Herzogtum Franken (in Form der Flagge des Fürstbischofs) sind enthalten.
Bildmedaillons mit alttestamentlichen Darstellungen umgeben das Gemälde. Sie stellen das Opfer des Melchisedeks, den Mannaregen der Israeliten, die Bundeslade und den Tisch mit den Schaubroten dar.

### Hochaltar
Nach der Zustimmung des fürstbischöflichen Ordinariats im Jahr 1723 nahm die Planung einen großen Hochaltars im Chor konkrete Formen an. Zunächst beauftragte man Waldemar Becker aus Haßfurt mit der Ausführung. Dieser kam den Vorgaben des Rates allerdings nicht nach. Schließlich einigte man sich am 20. Februar 1732 mit dem Wiesentheider Hofschreiner Johann Georg Neßtfell, der den Altar.
Zeichner des Altarblattes war der Thüngersheimer Georg Sebastian Urlaub, der das Bild im Jahr 1733 schuf, wie aus der Inschrift „Georg Sebastian Vrlaub pinxit 1733“ hervorgeht. Im Jahr 1739 konnte der Altar geweiht werden. Die vier großen Heiligenfiguren von Bildhauer Reutel aus Kitzingen folgten im Jahr 1771. 1772 ergänzte Johann Peter Wagner den Altar mit einem Tabernakel, den er im Jahr 1791 umgestaltete.
Der Altar füllt die Ostwand des Chores aus und misst 14 × 7,3 Meter. Er hat sechs Säulen, deren Sockel mit Spiegeln verziert sind. Die Kapitelle, mit reichem Laubornament geschmückt, leiten zu einem hohen Gesims über. Zurückgezogene Stuckvorhänge an den jeweils äußersten Säulen lassen das Bild einer Theaterbühne erscheinen. Auf Höhe der Säulen befinden sich vier überlebensgroße Heiligenfiguren. Sie zeigen (von links nach rechts) den heiligen Bartholomäus, den heiligen Kilian, den heiligen Aquilin und den heiligen Georg.
Das Altarblatt im Zentrum des Werks zeigt die Aufnahme Mariens in den Himmel. Der Auszug präsentiert die Heiligste Dreifaltigkeit. Links sitzt Jesus mit dem Kreuz, daneben Gottvater. Eine Taube als Symbol des Heiligen Geistes fliegt über der Wolkengloriole. Zwei huldigende Engel rahmen die Szene ein, darüber schweben kleine Putten. Zwei Vasen aus Stuck begrenzen den Auszug.
Der Tabernakel vor dem Altar ist in Weiß und Gold gehalten mit dem Allerheiligsten im Zentrum. Darüber befindet sich das Auge der Vorsehung und ein Gotteslamm. Zwei betende Putten flankieren das Zentrum. Weitere Engel befinden sich am äußersten Rand des Tabernakels.

### Seitenaltäre

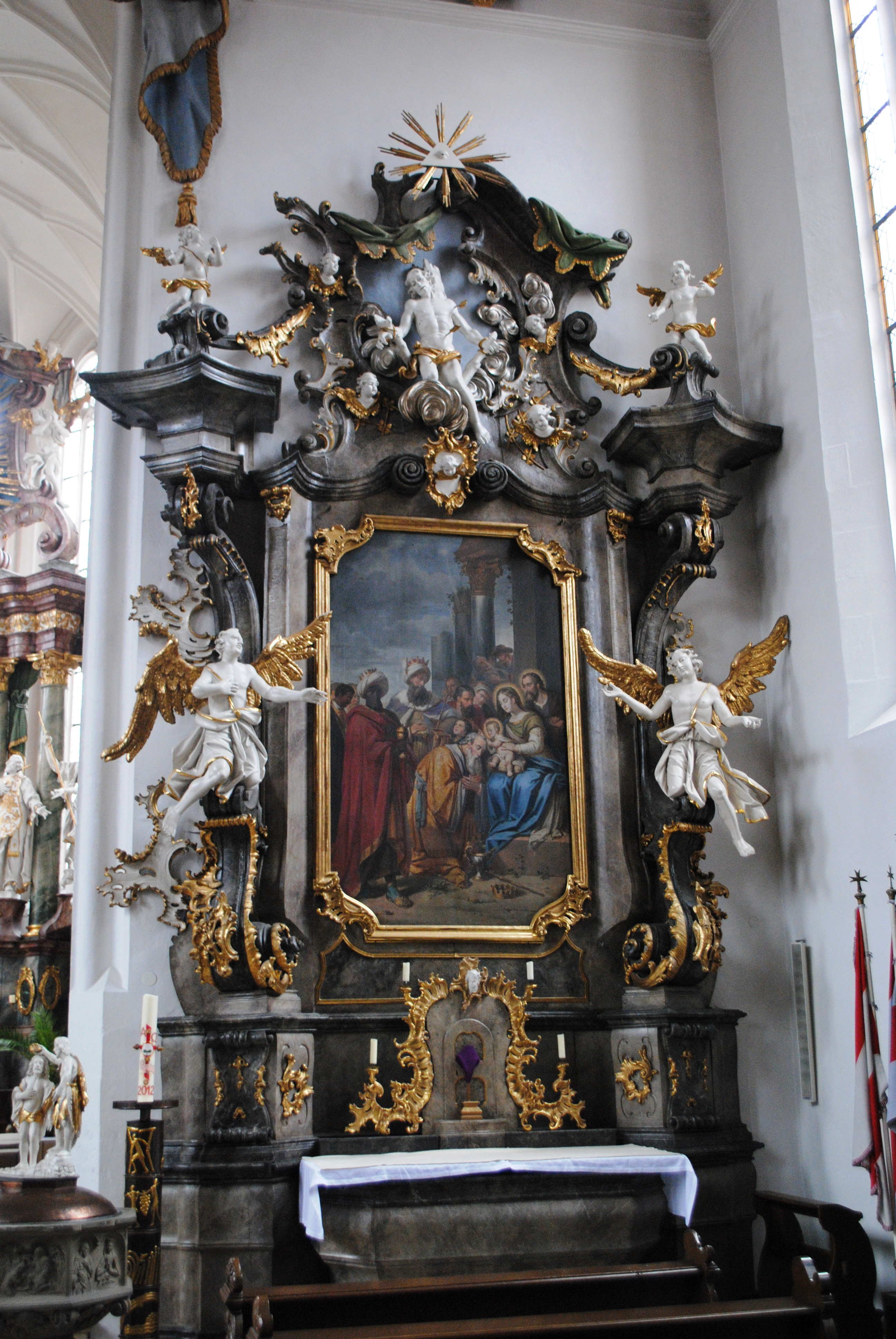
Der Sebastiansaltar

Die vier Seitenaltäre entstanden bei der umfassenden Neugestaltung des Langhauses. Sie gehen wohl alle auf den Kitzinger Bildhauer Reiner Wierl zurück, der bereits bei der Umgestaltung der Decke als Sachverständiger mitwirkte. Die Altäre haben einen ähnlichen Aufbau mit geschwungenen Volutenpilastern. Kniende Engel rahmen das zentrale Altarblatt ein. Darüber erhebt sich der Auszug, der von zwei Putten eingerahmt wird.
Der Rosenkranzaltar auf der Nordseite des Langhauses entstand 1755 und geht auf die Volkacher Rosenkranzbruderschaft zurück. Sie wurde 1642 gegründet und verlegte später ihren Gottesdienst vom Kirchberg in die Stadt. Das Altarblatt, das fälschlicherweise Georg Anton Urlaub zugeschrieben wird, zeigt Maria die Rosenkranzkönigin. Der Auszug wird von der heiligen Anna bekrönt, wie sie ihre Tochter Maria lehrt.
Der linke Seitenaltar, auch Kreuzaltar genannt, befindet sich neben dem Chorbogen. Das ursprüngliche Bild wurde 1853 entfernt. Der Volkacher Maler Peter Geist fügte ein neues Altarblatt mit der Größe 150 × 250 Zentimeter und dem Bild Christus nimmt sein Leiden auf sich ein. Engel tragen Leidenswerkzeuge, darüber steht der heilige Johannes Nepomuk. Ein Auge der Vorsehung bekrönt den Altar.
Der Seitenaltar rechts neben dem Chorbogen ist dem heiligen Sebastian geweiht und wird deshalb auch Sebastiansaltar genannt. Das ursprüngliche Altarblatt von Georg Sebastian Urlaub wurde aber 1853 ebenfalls entfernt. Peter Geist schuf das Bild Anbetung der Könige. Darüber befindet sich eine Figur des heiligen Sebastian. Die Engel an den Seiten tragen Zepter und Krone.
Der Cäcilienaltar an der südlichen Langhauswand geht auf die Cäcilienbruderschaft zurück, die 1625 in Volkach gegründet wurde. Das Altarbild, 1755 von Georg Anton Urlaub gemalt mit der Signatur „GAUrlaub pinxit 1755“, zeigt Die heilige Cäcilie. Das Bild ist dem gleichnamigen Werk von Peter Paul Rubens entlehnt. Die flankierenden Engel tragen Musikinstrumente, im Altarauszug erkennt man den heiligen Wendelin.

### Kanzel

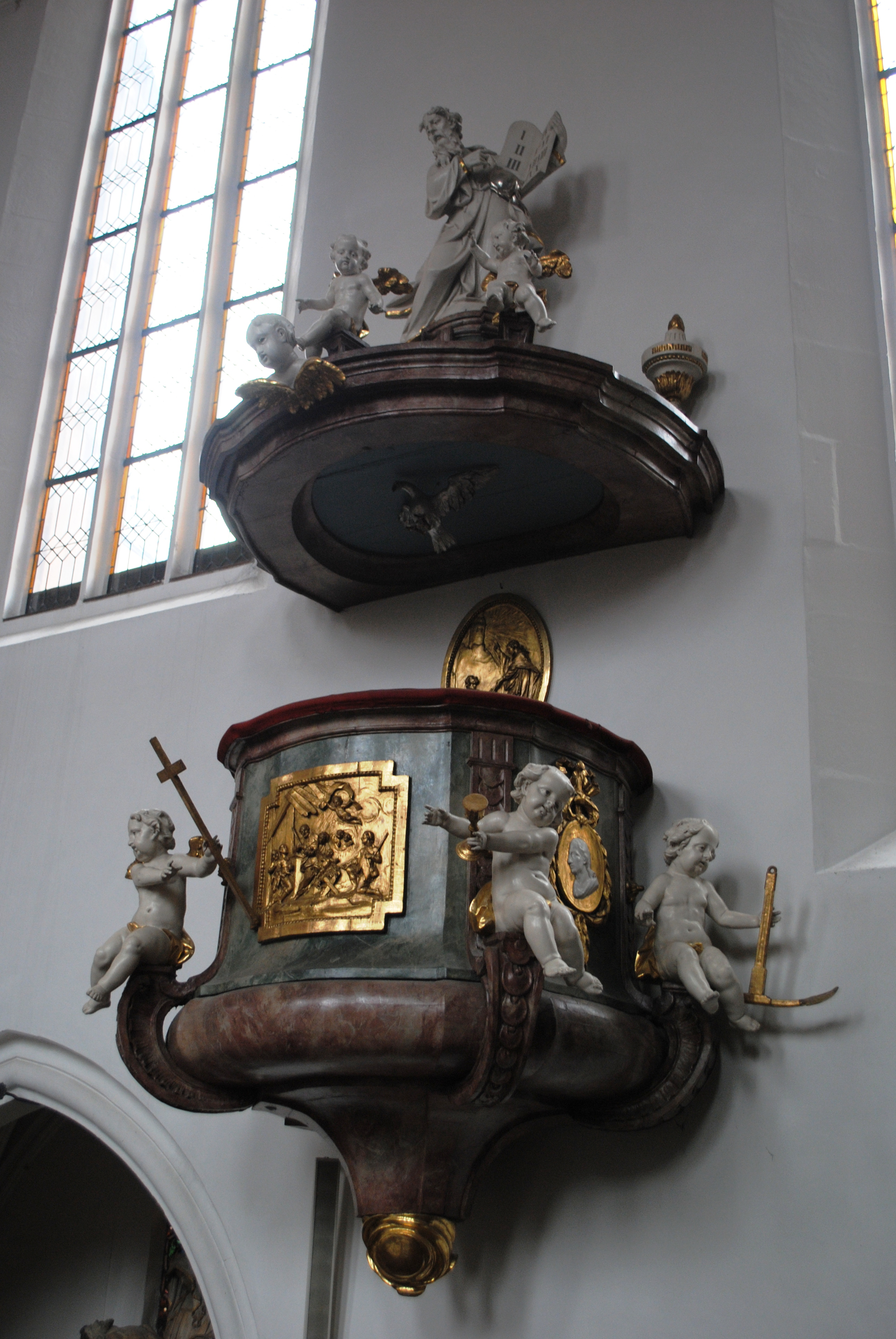
Kanzel

Die Kanzel war das letzte Ausstattungsteil der Kirche, das barockisiert wurde. Den Auftrag erhielt 1791 Johann Peter Wagner, der zuvor schon den Tabernakel erneuert hatte. Ein Jahr später begann er mit der Arbeit an der Kanzel, für die er am 17. Januar 1792 vom Volkacher Pfarrer 205 Reichstaler erhielt.
Zunächst war die Kanzel an der linken Seite des Chorbogens befestigt und ist gegenwärtig an der südlichen Langhauswand angebracht. Der Korpus ist mit drei Putten verziert, die mit dem Kreuz, einem Kelch und einem Anker ausgestattet sind. Sie symbolisieren die göttlichen Tugenden Glaube, Hoffnung und Liebe. Ein Relief an der Vorderseite zeigt die Anbetung der Hirten. Eine Büste des jugendlichen Evangelisten Johannes ist rechts in der Wandung eingelassen.
Ein weiteres Relief an der Rückwand zeigt die Schlüsselübergabe an Petrus. Auf den vorderen Wulsten des Schalldeckels befinden sich zwei Putten, die hinteren sind von Vasen bedeckt. Eine große Figur des Moses mit den Gesetzestafeln bekrönt die Kanzel.

### Glocken
Im obersten rechteckigen Geschoss des Turmes befindet sich die Glockenstube mit Schallverkleidungen an allen vier Seiten. Heute hängen fünf Glocken aus den Jahren 1519, 1840 und 1953 im Turm.
Die sogenannte Sturm- oder Weinglocke, die mit ihrem Geläut das Ende der Arbeit in den Weinbergen anzeigte, wurde im Zweiten Weltkrieg eingeschmolzen. Die älteste Glocke stammt aus dem Jahr 1313 und steht heute vor dem Kreuzaltar am linken Chorbogen. Sie stammt noch aus der alten Kirche und ist damit das älteste Ausstattungsstück der Pfarrkirche.
Drei der fünf Glocken kamen erst nach dem Zweiten Weltkrieg, in den 1950er Jahren, gefertigt von der Glockengießerei Otto in Bremen in das Gotteshaus. Die Ave-Marien-Glocke stammt aus dem frühen 16. Jahrhundert, die Marienglocke wurde im Jahr 1840 gegossen.
| Name                                | Schlagton | Gussjahr | Durchmesser | 0Gewicht0 | Inschrift                                                           |
| ----------------------------------- | --------- | -------- | ----------- | --------- | ------------------------------------------------------------------- |
| Dreifaltigkeitsglocke               | c′+4      | 1953     | 1540 mm     | 2290 kg0  | Mein Festgeläut ehrt und preist den Vater, den Sohn und hl. Geist   |
| Georgs- und Kriegergedächtnisglocke | es′+4     | 1953     | 1300 mm     | 1325 kg0  | Daß uns der Drach’ nit tät erwürgen, bitt Gott für uns Sankt Jürgen |
| Ave-Maria-Glocke                    | f′+2      | 1519     | 1150 mm     | 850 kg    | ave maria gracia plena dominvs tecvm et benedicta anno domini 1519  |
| Marienglocke                        | as′+4     | 1840     | 1000 mm     | 525 kg    | GEGOSSEN VON FRIEDRICH KLAUS ZU MARKT NORDHEIM IM JAHRE 1840        |
| Glocke zu Ehren der hl. Familie     | b′−1      | 1953     | 0860 mm     | 380 kg    | Mein' arme Seel ich euch empfehl Jesus, Maria, Joseph               |

### Orgel und Empore
Die Orgel ist ein Neubau der Firma Vleugels, welche in das barocke Gehäuse der alten Orgel von Johann Philipp Seuffert aus dem Jahre 1757 eingebaut wurde. Den Prospekt führte der Sommeracher Bildhauer Matthias Sporer aus. Zuvor, im Jahr 1625, hatte die Pfarrkirche eine Orgel aus dem Würzburger Neumünster erhalten. Im Jahr 1948 wurde das Orgelwerk durch die Firma Johannes Klais Orgelbau aus Bonn erneuert. Heute besitzt die Orgel drei Manuale und 38 Register.
Im Jahr 1573 begann man mit dem Einbau einer kleinen Empore, was einige Inschriften in den Säulensockeln belegen. Um 1716 erbaute man die heutigen Emporen mit ihren Balustergeländern. 1823 wurden sie durch zwei weitere Säulen abgestützt. Die heutige Empore mit der Orgel im Westen des Langhauses ist dreigeschossig in Formen des Barock.
| I. Manual – Hauptwerk |           |        |
| 1.                    | Copl      | 16′    |
| 2.                    | Ratsherr  | 8′     |
| 3.                    | Flauta    | 8′     |
| 4.                    | Copl      | 8′     |
| 5.                    | Salicet   | 8′     |
| 6.                    | Octav     | 4′     |
| 7.                    | Flet      | 4′     |
| 8.                    | Quint     | 2 ⁄3′  |
| 9.                    | Doublet   | 2′     |
| 10.                   | Terz      | 1 3⁄5′ |
| 11.                   | Larigot   | 1 ⁄3′  |
| 12.                   | Mixtur IV | 2′     |
|                       | Tremulant |        |

| II. Manual – Schwellwerk |               |     |
| 14.                      | Bourdon       | 16′ |
| 15.                      | Bourdon       | 8′  |
| 16.                      | Gamba         | 8′  |
| 17.                      | Vox coelestis | 8′  |
| 18.                      | Viola         | 4′  |
| 19.                      | Traverse      | 4′  |
| 20.                      | Flageolet     | 2′  |
| 21.                      | Trompette     | 8′  |
| 22.                      | Hautbois      | 8′  |
|                          | Tremulant     |     |

| III. Manual – Positiv |           |        |
| 23.                   | Flauta    | 8′     |
| 24.                   | Flet      | 4′     |
| 25.                   | Quint     | 2 1⁄3′ |
| 26.                   | Doublet   | 2′     |
| 27.                   | Terz      | 1 3⁄5′ |
| 28.                   | Larigot   | 1 ⁄3′  |
|                       | Tremulant |        |

| Pedal |            |     |
| 29.   | Untersatz  | 32′ |
| 30.   | Subbass    | 16′ |
| 31.   | Bourdon    | 16′ |
| 32.   | Octavbass  | 8′  |
| 33.   | Gedackt    | 8′  |
| 34.   | Choralbass | 4′  |
| 35.   | Fagott     | 16′ |
| 36.   | Trompete   | 8′  |
| 37.   | Clarine    | 4′  |

- Koppeln: Mechanische und elektrische Koppeln, Tremulanten regulierbar
- Spielhilfen: elektrische Registertraktur mit Schleifenzugmagneten und Setzer, alle Manuale rein mechanisch Teile des Hauptwerks (HW) und Schwellwerks (SW) und das Pedal elektrisch angesteuert[22]

### Weitere Ausstattung

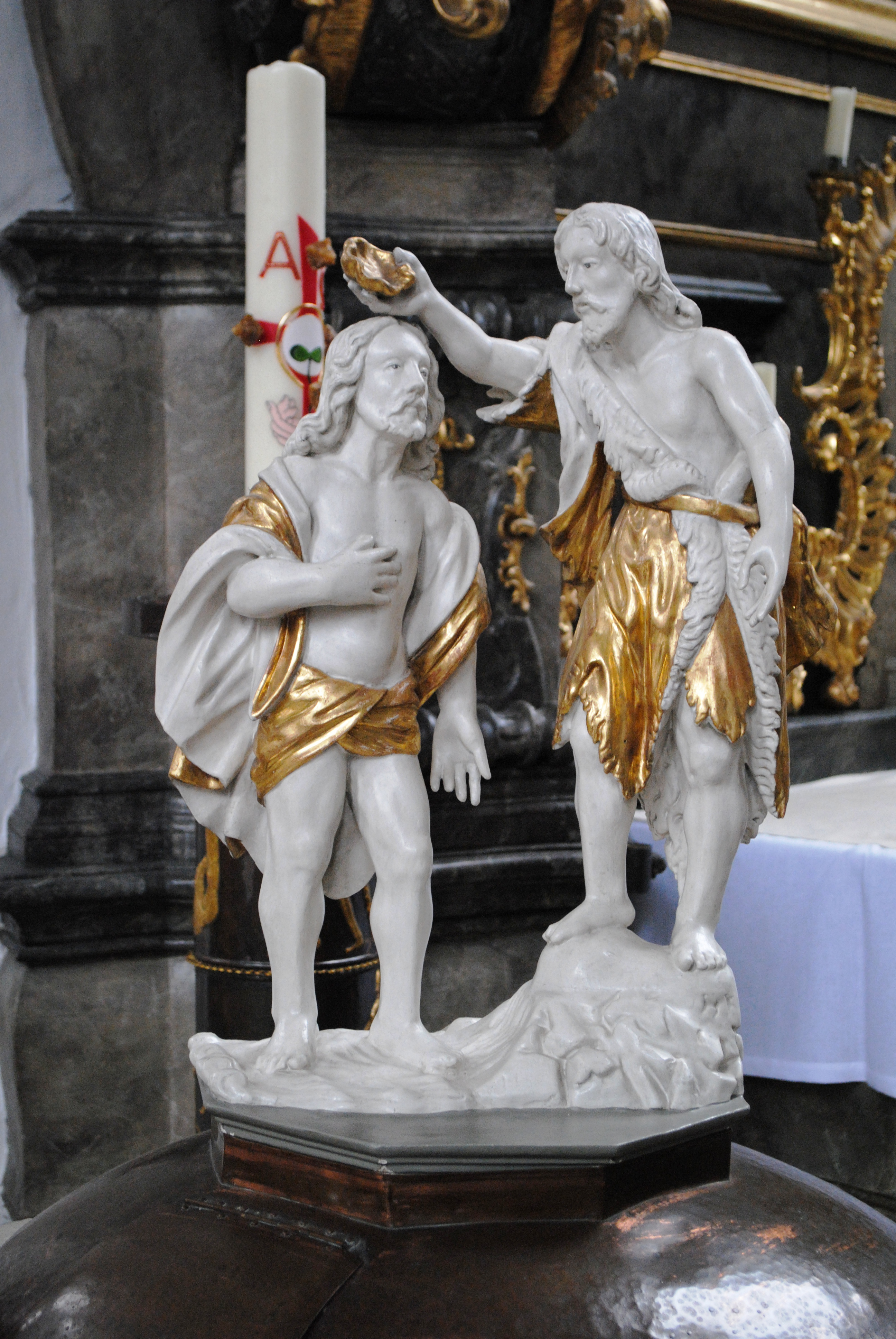
Die Figurengruppe der Taufe Christi auf dem Taufstein

#### Chor
Das Chorgestühl links und rechts des Hochaltars stammt aus dem Jahr 1771 und wurde ebenso wie die Heiligenfiguren des Altars vom Kitzinger Bildhauer Reutel geschaffen. In einer gotischen Sakramentsnische wurde das Allerheiligste vor dem Bau des Tabernakels aufbewahrt. Darüber ist ein Bronzeepitaph für Johann Christoph Hausher in die Wand eingelassen. Ein Christushaupt aus dem 15. Jahrhundert über der Sakristeitür diente wohl ursprünglich als Schlussstein eines Bogenportals.
Zwei Ölgemälde aus der Wallfahrtskirche Maria im Weingarten im Chor stammen von Oswald Onghers und stellen Die Enthauptung Johannes des Täufers und den Heiligen Antonius von Padua dar. Auf der rechten Seite befindet sich ein Epitaph für Pfarrer Georg Philipp Vogel, der 1710 in Volkach verstarb. Der Zelebrationsaltar und der Priestersitz von Bruder Adelmar Dölger aus dem Jahr 1972 wurden nach dem Zweiten Vatikanischen Konzil im Chor hinzugefügt. Der Ambo befindet sich seit 2008 in der Kirche.

#### Langhaus
Der Taufstein von 1559 weist im Sockel die Wappen Fürstbischofs Friedrich von Wirsberg, der Stadt Volkach und der Gotteshauspfleger Johann Schwan und Cunz Rücker auf. Mehrere Reliefs zeigen die Taufe Christi, seine Mutter Maria, den auferstandenen Welterlöser und die die Zwölf Apostel. Eine Figurengruppe aus Holz stellt die Taufe Christi dar. Sie wurde wohl um das Jahr 1750 für die barocke Erneuerung der Kirche geschaffen.
Der Kreuzweg mit 14 Stationen ist ein Kunstwerk des 18. Jahrhunderts, lediglich die Stationen 12 und 14 wurden nachträglich ergänzt. Verschiedene Initialen auf den einzelnen Stationsbildern weisen auf die jeweiligen Stifter hin. Zwei Marienfiguren, ebenfalls aus dem 18. Jahrhundert waren zunächst Hausfiguren. Zwei Beichtstühle, davon einer in der Nikolauskapelle, wurden 1754 von Rainer Wierl gefertigt. Die Figur auf dem Beichtstuhl rechts des Nordportals stellt den Apostel Judas Thaddäus dar.
In der kleinen Seitenkapelle im Süden der Kirche wird ein spätgotisches Vesperbild aufbewahrt. Die Volkacher Arbeit wird dem sogenannten Weichen Stil zugerechnet und stammt aus der Mitte des 15. Jahrhunderts. Wie die meisten Werke dieses Stils wurde sie wohl in Niederbayern geschaffen. Die Kirchenfenster wurden 1922 eingesetzt und das Kirchengestühl stammt von 1729.

### Außen
An der nördlichen Chorwand befindet sich eine plastische Ölbergszene aus dem Jahr 1581.
Ein Kruzifix aus dem Barock steht an der Ostseite der Kirche. Ein stark verwitterter Bildstock mit dem Kreuzigungsmotiv steht an der südliche Langhauswand.

## Nikolauskapelle
Die westlich ans Langhaus der Kirche angebaute doppelgeschossige Kapelle wurde im Jahr 1447 erstmals genannt. Sie war damals dem Erzengel Michael und wurde später dem Heiligen Nikolaus geweiht. Ursprünglich diente sie wohl als Beinhaus. Sie ist durch einen Zugang unter der Empore der Pfarrkirche erreichbar. Die Krypta wurde 1972 wieder als Kirchenraum geweiht. Innen wurden eine Balkendecke und Apostelkreuze des 15. Jahrhunderts freigelegt. Eine Kopie des Bildes Maria Hilf der Werkstatt Lucas Cranachs und eine Ikone des heiligen Nikolaus gehören zur Ausstattung des Kirchleins. Die ehemalige Lateinschule schließt sich an die Kapelle an.

## Pfarrer (Auswahl)
Die Geistlichen, die in der Volkacher Stadtpfarrkirche wirkten, sind seit Beginn des 14. Jahrhunderts fast vollständig überliefert. Die Liste orientiert sich am Standardwerk über die Volkacher Pfarrgeschichte, den Historischen Nachrichten von Eugen Schön. Bis weit ins 17. Jahrhundert sind die Amtszeiten der Pfarrer lediglich bruchstückhaft erwähnt. In der Frühzeit konnten Geistliche aus den Kollegiatstiften in Würzburg und Bamberg verpflichtet werden.
| Name                      | Amtszeit           | Anmerkungen |
| ------------------------- | ------------------ | --- |
| Dietherus                 | gen. 1301          | |
| Henricus de Swinfurt      | gen. 1330 und 1339 | * wahrscheinlich in Schweinfurt, später Pfarrer in St. Stephanus Eichfeld |
| Ditterich Dyetmann        | gen. 1408          | |
| Heinrich Apt              | gen. 1435          | später Pfarrer in St. Nikolaus Obervolkach |
| Nikolaus Stepper          | gen. 1441          | später wohl Dekan des Landkapitels Gerolzhofen |
| Gumbertus Faber           | gen. 1457          | Kanoniker von Stift Haug |
| Johann Emes               | gen. 1462          | Erste Amtszeit, * Milz bei Römhild, Pfarrverweser, † 6. Februar 1484 |
| Hieronymus Wolfsbürde     | gen. 1467          | früher wohl Pfarrer in Höchstadt, † 1475 |
| Chilian von Bibra         | gen. 1468          | * um 1425, früher Kanoniker von Stift Haug, 1476 Propst von Stift Neumünster, später Generalvikar, † 13. Februar 1494 |
| Friedrich Salmo           | gen. 1477          | |
| Johann Emes               | gen. 1484          | Zweite Amtszeit, Pfarrverweser |
| Otto Molitor              | gen. 1484          | Erste Amtszeit, Pfarrverweser |
| Philipp Stöcklein         | gen. 1487          | |
| Johann Heyles             | gen. 1495 und 1501 | auch Heinle |
| Eukari Kegler             | gen. 1503          | Magister, Pfarrverweser |
| Otto Molitor              | gen. 1504          | Zweite Amtszeit, Pfarrverweser |
| Amandus Korber            | gen. 1505          | Kanoniker von St. Gangolf, Bamberg |
| Heinrich Nagel            | gen. 1507          | Pfarrverweser, † 1509 |
| Johann Kaiser             | gen. 1509 und 1512 | Amtsantritt nach Cantate |
| Johann Heinlein           | gen. 1513 und 1516 | Pfarrverweser, später Pfarrer, † 1519 als Vikar |
| Johann Besold             | gen. 1519          | Pfarrverweser |
| ledig                     | 1520               | |
| Wilhelm Stein             | gen. 1521          | Pfarrverweser |
| Valentin Kreyde           | gen. 1527 und 1528 | |
| Jakob Pfeffer             | 1529–1538          | später in Gerolzhofen, evangelisch-lutherisch |
| ledig                     | 1539               | |
| Veit Hofmann              | 1540–1555          | † 1558 |
| Johann Ditterich          | gen. 1555 und 1558 | |
| Wilhelm Grün              | gen. 1568          | |
| Endres Hellmuth           | gen. 1572          | † 1586 |
| Jakobus Cassius           | gen. 1574–1575     | Magister, zuvor Weihbischofkaplan in Bamberg, Pfarrer in Pettstadt, Resignation 1575 |
| Georg Amerbach            | 1575–1576          | |
| Georg Neumann             | 1577–1582          | Amtsantritt 9. November 1577 |
| Johann Fischer            | gen. 1582 und 1583 | |
| Johann Hoffert            | gen. 1585 und 1594 | |
| R. Creuz                  | gen. 1603 und 1609 | |
| Petrus Rößerus            | 1609–1611          | Magister |
| Johann Göpfert            | gen. 1611          | |
| Adam Gebhard              | 1616–1620          | |
| Georg Reder               | 1621–1632          | Amtsantritt 21. März 1621, † 8. Juni 1632 |
| Paulus Denner             | 1632–1636          | * um 1583, zuvor in der Dreifaltigkeitskirche Gaibach, römisch-katholisch, † 21. Februar 1636 |
| Johann Höpffel            | 1634               | evangelisch-lutherisch, während der schwedischen Besatzung |
| Johann Hendschuch         | 1636–1646          | auch Hendsching, zuvor in St. Stephanus Kolitzheim, Amtsantritt im Mai 1636 |
| Johann Eussenmann         | 1646               | Amtsantritt 12. November 1646 |
| Christian Karg            | 1647               | Magister, Amtsantritt 13. November 1647 |
| Kaspar Ostercamp          | gen. 1648 und 1667 | zugleich in Obervolkach (1648–1659) |
| Johann Christoph Hausherr | 1675–1681          | zugleich Dekan Landkapitel Gerolzhofen, † 29. August 1681 |
| Johann Mühlfeld           | 1681–1715          | * 1652 in Mellrichstadt, Amtsantritt 9. September 1681, † 2. Mai 1715 |
| Kaspar Eucharius Heimb    | 1715–1725          | * in Seßlach, Amtsantritt 9. November 1715, danach in Maria Himmelfahrt Untereisenheim |
| Kaspar Marth              | 1725–1746          | * in Hofheim, Amtsantritt 17. September 1725, danach in Ochsenfurt |
| Georg Vogel               | 1746–1790          | * um 1712, Amtsantritt 4. Dezember 1746, † 13. Juni 1790 |
| August Joseph Kast        | 1790–1814          | zuvor Kooperator Georg Vogel |
| Eugen Schön               | 1814 –1842         | * 1770 in Untereßfeld, Profeß Kloster Ebrach, zuvor Kaplan in Burgwindheim, Amtsantritt 2. November 1814, † 1842 in Volkach, Ehrenbürger |
| Franz Förster             | gen. 1856          | |
| Georg Josef Scheurich     | 1864–1886          | * 1825 in Miltenberg, † 1886 in Volkach, Ehrenbürger |
| Peter Braun               | 1900–1934          | * 1866 in Straßbessenbach, † 1936 in Volkach, Ehrenbürger |
| Emil Bauer                | 1934–1947          | * 1887, zuvor Pfarrer in Kahl, † 1954 |
| Simon Himmel              | 1947–1968          | * 1898 in Sulzdorf, Amtsantritt 21. Juni 1947, Dekan des Dekanats Volkach, † 1979 in Würzburg, Ehrenbürger |
| Rudolf Bauer              | 1968–1977          | * 14. April 1930 in Gänheim, zuvor unter anderem in Rimpar, † 16. April 1977 in Würzburg |
| Oskar Kern                | 1977–1992          | * 1931 in Mittelstreu, zuvor in Altenmünster, † 27. Dezember 2001 in Mellrichstadt |
| Theo Hau                  | 1992–2004          | * 1932 in Ostheim bei Hofheim, Priesterweihe 1960, zuvor Pfarrer in Mainaschaff, gleichzeitig Pfarradministrator in Astheim, Escherndorf und Fahr am Main, Resignation Herbst 2004, dann Pfarrverwalter, Goldene Stadtplakette von Volkach, † 2012 in Ostheim |
| Thomas Vadakkemuriyil     | 2004–2005          | * 1962 in Peravoor, Indien, zuvor unter anderem in Euerdorf, Aura, Ramsthal und Sulzthal, danach in Dingolshausen und Michelau |
| Johannes Hofmann          | 2005–2022          | * 16. März 1953 in Aschaffenburg, zuvor unter anderem in Kürnach, Oberpleichfeld, Estenfeld, Mühlhausen, Dekan Würzburg rechts des Mains, Amtsantritt 6. November 2005, Dekan des Dekanats Kitzingen                                                          |